# Konrad Dorner

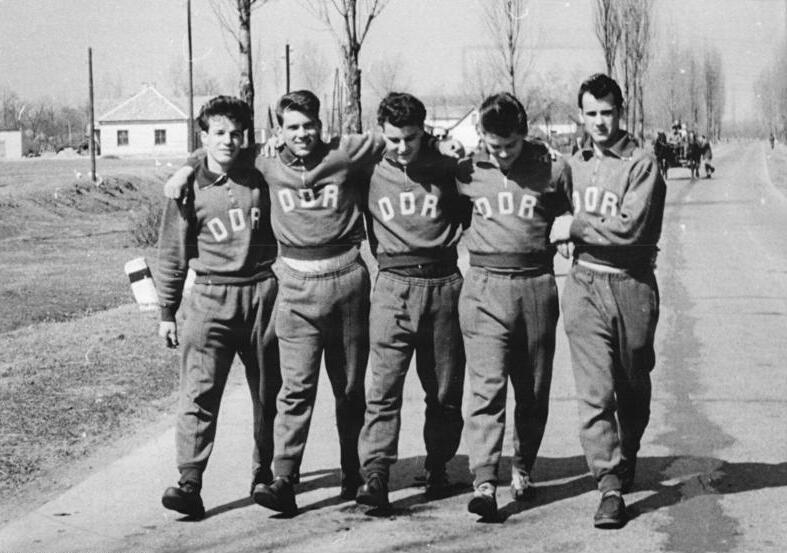
Konrad Dorner (Mitte) mit Norbert Schegietz (erstert von links), Harald Wehner (zweiter von rechts) und Waldemar Mühlbächer (erster von rechts) im Jahr 1956

Konrad Dorner (* 23. Juni 1938) ist ein ehemaliger deutscher Fußballspieler.

## Werdegang
Dorner gehörte zwischen August 1958 und 1967 als Abwehrspieler dem Kader des SC Dynamo Berlin bzw. ab 1966 des Berliner FC Dynamo an. Mit dem Sportclub wurde er 1959 FDGB-Pokalsieger und 1960 DDR-Vizemeister. Insgesamt absolvierte Dorner 141 DDR-Oberliga-Spiele und erzielte sieben Treffer.
Unter dem neuen Nationaltrainer Fritz Gödicke gab er am 1. Mai 1958 gegen Albanien sein Debüt in der Nationalmannschaft der DDR. Ein zweites Länderspiel bestritt er im August 1958 gegen Norwegen. Mit 16 Einsätzen in der B-Nationalmannschaft wurde er deren Rekordspieler.
Nach seiner aktiven Laufbahn war Dorner ab Mitte der siebziger Jahre im DFV, dem Deutschen Fußball-Verband der DDR, für den Nachwuchsbereich zuständig und wurde später stellvertretender Generalsekretär jenes Verbandes. DFV-Präsident Günter Schneider zeichnete ihn Ende 1980 mit der DFV-Ehrennadel in Gold aus.